# Тињале
Тињале (итал. Tignale) је насеље у Италији у округу Бреша, региону Ломбардија.
Према процени из 2011. у насељу је живело 623 становника. Насеље се налази на надморској висини од 608 м.

## Становништво
| 1931. | 1936. | 1951. | 1961. | 1971. | 1981. | 1991. | 2001. | 2011. |
| ----- | ----- | ----- | ----- | ----- | ----- | ----- | ----- | ----- |
| 1.351 | 1.326 | 1.376 | 1.308 | 1.265 | 1.246 | 1.224 | 1.271 | 1.298 |